# Merle Aqorau
Merle Aqorau MBE (geb. 1939 in Munda) ist eine Sozialarbeiterin in den Salomonen. Sie war eine der wichtigsten Vorreiterinnen in der Entwicklung der Frauenbewegung in den Salomonen. Sie gründete in ihrer Funktion als Social Welfare Officer Frauen-Clubs in verschiedenen Orten in ganz Melanesien, ein YWCA-Trainingszentrum um junge Frauen in der Fortführung ihrer Ausbildung zu unterstützen und sie arbeitete als Regionalsekretärin der United Church Women’s Fellowship (UCWF). Ihre Pionierarbeit im Dienst für Frauen in den Salomonen wurde durch die Verleihung des Order of the British Empire 2016 gewürdigt.

## Leben

### Jugend
Aqorau wurde 1939 im Helena Goldie Hospital der Kokeqolo Methodist Mission in Munda geboren, auf der Insel New Georgia, British Solomon Islands Protectorate. Sie besuchte St. Hilda’s Anglican Girls School im Dorf Bungana auf der Insel Gela und erwarb den Schulabschluss an der Kokeqolo School in Munda. Mit einem Stipendium erhielt sie die Möglichkeit ihre Ausbildung in Neuseeland fortzusetzen, sie heiratete jedoch 1958 Francis Talasasa, der später den Familiennamen in Aquorau änderte. Talasasa war der erste Mann von den Salomonen, der einen Universitätsabschluss erwarb. Er konnte an der Canterbury University einen Bachelor machen. Das Paar ging gemeinsam nach England wo Talasasa an der University of Cambridge einen Kurs in Colonial Administration absolvierte. Aqorau besuchte in London ebenfalls verschiedene Kurse.

### Karriere
1959 kehrte das Paar in die Salomonen zurück, wo Talasasa in Auki auf Malaita einen Posten als Administrative Officer antrat. Aqorau betätigte sich Ehrenamtlich bei den British Solomon Islands Brownies und Girl Guides und beim British Red Cross, während sie ihren Sohn Transform aufzog. 1962 wurden sie nach Kirakira auf Makira versetzt und 1964 nach Honiara auf Guadalcanal. Sie begann 1965 eine Arbeit als Assistant Social Welfare Officer wo sie Women’s Clubs gründete, in denen Frauen Kochen und Nähen lernen konnten. Clubs entstanden unter anderem in den Vororten Rove und White River.
1966 wurde ihr Mann der erste District Officer der Gilbertinseln (heute: Kiribati) und sie arbeitete weiter daran Frauenclubs in den Gilbert- und Elliceinseln zu etablieren. Die Familie kehrte 1973 nach Honiara zurück, wo Merle als Reiseführerin arbeitete und die erste Frau wurde, die als Taxifahrerin arbeitete. Sie setzte sich auch weiterhin für die Frauenarbeit ein und arbeitete für den United Church Women’s Fellowship (UCWF). Sie wurde Regional Secretary für Papua-Neuguinea und die Salomonen. Fünf Jahre lang wirkte sie in dieser Funktion. Als ihr Mann 1976 verstarb, kehrte Aqorau in ihr Heimatdorf Munda zurück, arbeitete aber weiterhin für den UCWF. Als sie angefragt wurde, ein Zentrum für den YWCA zu gründen, um zu verhindern, dass junge Frauen die Schule ohne Abschluss verlassen, begann 1978 eine Zusammenarbeit mit dem YWCA. Da es keine anderen Gebäude gab, fanden die Treffen in ihrem Heim statt, bis ein Gebäude errichtet werden konnte. Das YWCA Women’s Training Centre wird im Volksmund als „Merle Aqorau Centre“ bezeichnet. In ihrer Amtszeit half sie auch dabei den ersten Kindergarten in Munda zu gründen.
1980, als die Idee geboren wurde, ein National Council of Women zu gründen, beteiligte sich Aqorau auch dabei und wurde 1983 als Gründungspräsidentin gewählt. Sie hatte dieses Amt drei Jahre lang, während sie zugleich als Koordinatorin des YWCA Training Centre arbeitete. Dann kandidierte sie für einen Sitz im Western Provincial Government Area Council und 1997 in den Nationalwahlen. Nach 20 Jahren als Leiterin des YWCA in Munda, zog sie sich 1998 aus der Organisation zurück und legte ihren Schwerpunkt auf die Mitarbeit in der Kirche, wo sie mithalf, die Feierlichkeiten zum hundertjährigen Jubiläum der Gründung der Methodist Church in the Solomon Islands auszurichten. 2000 gehörte sie zu den Delegierten, die im Zuge der schweren ethnischen Konflikte in Guadalcanal und Malaita 1998 bis 2003 an Friedensgesprächen auf der HMAS Tobruk teilnahm. Ihre Pionierarbeit für Frauenbildung wurde 2016 mit dem Order of the British Empire gewürdigt.